# Даль, Михаил Константинович
Михаил Константинович Даль (18 [31] января 1901, Уфа — 17 июня 1984, Киев) — советский учёный-патологоанатом, доктор медицинских наук, профессор, Заслуженный деятель науки УССР.

## Биография
Родился 18 (31) января 1901 года в Уфе в семье агронома Константина Владимировича Даля (1871 — после 1930); его дед, тайный советник Владимир Никитович Даль (1828—1891).
После окончания гимназии (Симферопольской?) служил матросом на Черноморском флоте.
В 1926 году окончил медицинский факультет Казанского университета и, отслужив в армии старшим врачом сводного полка дивизии, с 1927 года начал работать ассистентом на кафедре патологической анатомии Кубанского медицинского института, которую возглавлял профессор Г. С. Кулеша.
С 1933 года работал в ЛенГИДУВ: ассистент, доцент, профессор, заведующий кафедрой патологической анатомии; одновременно был руководителем патологоанатомического отделения Ленинградского НИИ болезней уха, носа, горла, речи, в создании которого принимал непосредственное участие. В ноябре 1935 года без защиты диссертации ему была присвоена учёная степень кандидат медицинских наук; в 1938 году защитил докторскую диссертацию «О влиянии разных видов пыли на организм подопытных животных (экспериментально-гистологическое исследование)», профессор с 1940 года. Будучи крупным специалистом по инфекционным заболеваниям, в частности по истории и признакам чумы и холеры, майор медслужбы М. К. Даль в блокадном Ленинграде был сосредоточен на раннем выявлении признаков фатальных инфекционных поражений эпидемического типа. 
В 1944 году профессора М. К. Даля направили в освобождённый Киев и в течение почти тридцати лет, до 1973 года, он возглавлял в Киевском государственном институте усовершенствования врачей кафедру патологической анатомии. Был председателем Пироговской комиссии Минздрава УССР. В сентябре 1945 года М. К. Даль вместе с профессором Р. Д. Синельниковым выполнил первое удачное ребальзамирование тела Н. И. Пирогова.
С 1951 года — Заслуженный деятель науки УССР.
Под его руководством были выполнены 14 докторских и 46 кандидатских диссертаций.

Умер в Киеве 17 июня 1984 года. Похоронен на кладбище «Берковцы» (уч. 52).

## Награды
- Орден Отечественной войны II-й степени
- орден Трудового Красного Знамени
- Медаль «За оборону Ленинграда»
- Медаль «За победу над Германией в Великой Отечественной войне 1941—1945 гг.»